# Manuel Celis
Gral. Manuel Celis fue un militar mexicano que participó en la Revolución mexicana. Nació en Sonora el 1 de febrero de 1894. Desde diciembre de 1910 se rebeló contra el gobierno de Porfirio Díaz, al lado de Benjamín Hill. Luego de la caída de Francisco I. Madero se convirtió en un importante obregonista. Fue jefe del Departamento de Caballería de la Secretaría de Guerra y Marina y colaborador en varios periódicos. Fue general de brigada con antigüedad de 1 de agosto de 1924. 